# 悠遊卡公司
25°03′32.1″N 121°36′43.5″E / 25.058917°N 121.612083°E
悠遊卡股份有限公司，簡稱悠遊卡公司，為臺灣一家電子票證系統公司，以發行悠遊卡以及相關智慧卡票證為主要業務。目前悠遊卡股份有限公司是悠遊卡投資控股股份有限公司的全資子公司。

## 歷史
在李登輝擔任市長時，鑒於歐美已將智慧卡運用在運輸交通上。研考會主委黃大洲已著手研究引入可行性。陳水扁接任市長時，交通局長賀陳旦與北捷董事長游錫堃率團參訪香港八達通。馬英九上任後，交通局長曹壽民規劃下，委請公車公會理事長首都李博文董事長，擔任北捷董事長，積極推動艱難的交通整合，這是競爭激烈的公車業者第二次合作。並由市長邀請外商出身，善於行銷和溝通的周鄭福任悠遊卡首任董事長，執行上市方案。
2000年2月25日，臺北捷運公司、北市府停管處與大臺北公民營公車所有業者、 與得標廠商團隊（神通、台新、國泰世華、中信銀、富邦、三商行、所羅門科技等），轉投資創立台北智慧卡票證股份有限公司（Taipei Smart Card Corporation）。
2002年6月，台北捷運全線、棕5公車及15座路外停車場正式上線運轉。9月悠遊卡全面上市。12月發卡量突破100萬張。
2003年，蕭文平設計的台北智慧卡票證公司四色（藍、綠、紅、黃）企業識別標誌（即悠遊卡標誌）獲得第20屆美國最佳企業識別標誌大獎（20th American Corporate Identity Award of Excellence 2003），是近十年來臺灣企業識別標誌首度拿到的榮譽。4月悠遊卡優待票種正式發行。6月臺北市、新北市社福卡正式發行。12月發卡量突破300萬張。
2004年6月，試辦悠遊卡結合學生證。7月發卡量突破400萬張。
2005年4月，發卡量突破500萬張。9月發行首支悠遊手錶。9月開發第一款悠遊手機。銀行業者參諸國外經驗，積極與悠遊卡研討發行聯名卡事宜，臺北市議員楊實秋見報載，立即找周鄭福到辦公室表示支持，推動與金融機構信用卡公司簽署聯名卡合約，最後董事會成立由周鄭福領導的專案小組，與銀行簽訂包含4億權利金，與每發行一張500元的授權金，合計約賺15億元權利金，奠定公司未來十年的現金流無虞。
2006年7月，悠遊聯名卡上市，與中國信託、台新、台北富邦和國泰世華銀行合作發行。
2007年7月，試辦悠遊卡支付臺北市立動物園門票費用。8月悠遊卡與臺北市立圖書館借書證結合。9月悠遊卡與基隆交通卡整合完成。10月發卡量突破1,000萬張。12月推出宜蘭悠遊卡。12月臺北藍色公路納入悠遊卡使用範圍。
2008年2月，馬祖悠遊卡上線。6月臺鐵基隆車站至中壢車站19站試辦使用悠遊卡。7月臺北市立聯合醫院林森院區、中興院區；新北市立醫院三重院區、板橋院區，試辦悠遊卡支付醫療費。
2008年8月8日，為更清楚表達公司業務內容，台北智慧卡票證公司更名為悠遊卡股份有限公司（EasyCard Corporation），其組織、業務皆不變。2007年–2008年環球金融危機，2008年9月美國金融危機開始失控，導致多間相當大型的金融機構倒閉或被政府接管，並引發經濟衰退。2008年9月1日連勝文應臺北市市長郝龍斌之邀，擔任董事長，接手後得知公司當時投資失利，雖發行聯名卡約賺15億元權利金，連勝文仍只領半薪，以激勵士氣。
，12月發卡量突破1,500萬張。

2009年1月，《電子票證發行管理條例》在立法院三讀通過，並經總統公告施行，賦予悠遊卡小額消費法源。1月悠遊聯名卡二期擴大與中國信託、台新、台北富邦和國泰世華、華南、第一、兆豐及玉山共八家銀行合作發行。3月悠遊卡整合新北市、宜蘭縣公路客運。4月臺北市公共自行車（YouBike）租賃系統上線。

2009年6月11日悠遊卡公司宣布與統一超商策略聯盟。8月臺北市計程車敬老愛心車隊正式營運。

2010年1月28日，金融監督管理委員會核准悠遊卡公司申請辦理電子票證業務案。2010年2月核發「電子票證發行機構營業執照」，成為全國第一家獲准發行多用途電子票證之專業發行機構。4月悠遊卡小額消費正式上線。2010年5月6日連勝文以健康因素請辭悠遊卡董事長一職，任內經歷金融海嘯出清五十四筆基金，認賠兩億八千萬元，力推小額消費則讓悠遊卡公司營收大增。 8月發卡量突破2,000萬張。
2011年1月，悠遊卡臺鐵應用範圍拓展至「瑞芳－新竹」及臺南沙崙支線。6月悠遊卡應用範圍擴及中彰投客運及臺中市公車。7月發表悠遊卡五大手機APP，開放民眾免費下載。8月開放二萬名額讓民眾搶先體驗新一代晶片悠遊卡試用版。10月發表全國首創iPhone4悠遊卡NFC背夾。12月悠遊聯名卡高鐵自由座應用上線。

2012年3月，悠遊卡應用範圍擴及桃竹苗及南部地區客運。3月發卡量突破3,000萬張。 5月復興航空開辦悠遊卡購票服務。6月悠遊卡購物網站平台「悠遊SHOP」上線。8月新一代晶片悠遊卡正式上市。10月「可口可樂」自動販賣機啟用悠遊卡付費服務。

2013年3月，悠遊Debit卡上市。8月記名卡掛失自負風險時間縮短為3小時。9月發卡量突破4,000萬張。9月發表iPhone4/4S悠遊手機貼。12月悠遊卡可支付停車費、專用垃圾袋等政府委託代徵收之規費。

2014年1月，結合廟宇提供小額消費服務。5月首創繳納司法規費服務。5月《Easy Wallet》悠遊卡數位皮夾APP上架。6月悠遊卡與新加坡EZ-Link簽署合作備忘錄。7月零錢加值功能上線。

2018年2月，高雄捷運公司和悠遊卡公司達成合作協議，高雄捷運各站服務台提供悠遊卡人工加值服務，悠遊卡持卡人可搭乘高雄環狀輕軌。
2022年6月23日，獲金管會核准公開發行。12月，董事會通過送件登錄興櫃

2023年1月3日，正式登錄興櫃掛牌，股票代號6035。
2023年7月，發行「TPASS悠遊卡」，以因應交通部公路總局推出「TPASS行政院通勤月票」。10月，悠遊付「悠遊卡加值機」服務榮獲首屆IT Matters Award–產品專案獎。
2023年12月，悠遊卡公司自行開發，用以計算各類交通運具碳足跡的「電子票證溫室氣體盤查管理系統」，通過英國標準協會（British Standards Institution, 簡稱BSI）查核，是全球第一個通過BSI查核的電子票證碳盤查系統。

2024年1月，與玉山銀行合作推出持卡人交通減碳數據服務。8月，榮獲2024第四屆TSAA台灣永續行動獎 - 金級。9月，悠遊付「嗶乘車」購買基北北桃1200定期票服務上線及小米行動悠遊卡上市。

## 董事長
目前悠遊卡股份有限公司的全部股數總共有七千萬股，主要股東為悠遊卡投資控股股份有限公司持股比例為57.86%。

2023年3月29日悠遊卡公司董事會進行改選，選出林志盈擔任悠遊卡公司董事長。林志盈董事長曾任悠遊卡公司總經理多年，亦曾執行推動悠遊卡進入小額消費領域，對悠遊卡業務相當純熟。同時，他也曾任台北市政府交通局局長、台中市政府交通局局長、台中捷運股份有限公司董事長，在交通領域經驗豐富。

## 外部連結
- （繁體中文）（英文）悠遊卡股份有限公司 （页面存档备份，存于）
- 悠遊卡 EasyCard的Facebook專頁
- YouTube上的悠遊卡 EasyCard頻道
- 台灣公司資料 （页面存档备份，存于）